# 役掛銀
役掛銀（やくがかりぎん）は、江戸時代、大阪市中の公役（こうえき）の徴収法のひとつ。「役掛出銀」ともいう。「石掛銀」に対する。
役に応じて出銀するものである。役は課税の標準で、家屋に対する負担である。